# 鮑姑
鮑姑，本名潜光（？年—？年），晉朝上黨郡(今山西長治市)人，父親為南海太守鮑靚，夫為醫家葛洪。

與西漢義姁、北宋張小娘子、明朝談允賢同被稱為中國古代四位女名醫。

## 生平
- 鮑姑出生在一個信仰道教的官宦之家，父親鮑靚，對道教的教義詮釋，影響鮑女的思想興趣。
- 葛洪拜南海太守鮑靚為師，學習煉丹術，鮑靚見葛洪好學，相當器重他，便將女兒鮑姑嫁給他。嫁給葛洪後，和葛洪共同行醫，葛洪著作中許多灸法急救術，與鮑姑之灸術有關。與弟子黃初平共同幫助葛洪研究煉丹術，且為百姓治病。
- 東晉元帝大興二年（319年），鮑靚為其女鮑姑修道行醫而建造道院，其名稱為越崗院（即今廣州市越秀區三元宮）。[3]
- 東晉建元元年（343年），葛洪在羅浮山逝世，鮑姑和弟子黃初平到廣州越崗院，一面為百姓治病，一面修整陌道。她繼承父親及丈夫的醫術，與自己的鑽研，醫術更加精進。因藥到病除，百姓稱她為鮑仙姑。

## 後世紀念
- 鮑姑去世後，百姓特地在越崗院興建「鮑姑祠」來紀念她。

### 電影
- 2013年--楊真導演《艾草仙姑》，鮑姑由趙溪童飾演。[4]

## 評價
晉代著名煉丹術家、精通灸法，是我國醫學史上第一位女灸學家。葛洪的《肘後備急方》中。該書有針灸醫方百九條，其中灸方竟占九十餘條，並對灸法的效果、作用、操作方法、注意事項等都有較全面的論述。洪並不擅長灸法，主要集中於煉丹和養生上。故書中中收入如此豐富的灸方，可能與擅長灸法的鮑姑有密切的關係。

## 詩贊
- 鮑姑井（宋．方信孺）

爲覓丹砂到海濱，空山廢井已生塵。

不將一滴蘇焦槁，神艾虛傳解活人。

- 鮑姑祠 （清．丘逢甲）

滿目江山海氣陰，鮑姑祠畔客登臨。

欲尋越井岡頭艾，多恐神龍病已深。

- 鮑潜光（景寔）

錘煉丹砂有昧能，深層儷影救塵生。

一滴活水舒焦槁，鍼艾盈留昊世情。